# L'Escadrille des aigles
Pour plus de détails, voir Fiche technique et Distribution.
L'Escadrille des aigles (Eagle Squadron) est un film américain en noir et blanc réalisé par Arthur Lubin, sorti en 1942.

## Synopsis
Pendant la bataille d’Angleterre, des pilotes américains se portent volontaires pour combattre dans la Royal Air Force au sein de la des Eagle Squadrons.

## Fiche technique
- Titre original : Eagle Squadron
- Titre français : L'Escadrille des aigles
- Réalisation : Arthur Lubin
- Scénario : Norman Reilly Raine, C. S. Forester (histoire)
- Musique : Frank Skinner
- Direction artistique : Alexander Golitzen, Jack Otterson
- Décors : Russell A. Gausman
- Costumes : Vera West
- Son : Bernard B. Brown
- Photographie : Stanley Cortez
- Montage : Philip Cahn
- Budget : 908 768 $[2]
- Producteur : Walter Wanger
- Société(s) de production : Walter Wanger Productions
- Société(s) de distribution : Universal Pictures
- Pays de production :  États-Unis
- Langue originale : anglais
- Format : noir et blanc — 35 mm — 1,37:1 — son : mono
- Genre : guerre
- Durée : 109 minutes
- Dates de sortie :
  - États-Unis : 16 juin 1942
  - France : 7 décembre 1949

## Distribution
- Robert Stack : Chuck S. Brewer
- Diana Barrymore : Anne Partridge
- Jon Hall : Hank Starr
- Eddie Albert : Leckie, un pilote
- Nigel Bruce : McKinnon
- Evelyn Ankers : Nancy Mitchell
- Leif Erickson : Johnny M. Coe
- John Loder : Paddy Carson
- Edgar Barrier : Wadislaw Borowsky
- Isobel Elsom : Dame Elizabeth Whitby
- Alan Hale Jr. : Olsen
- Don Porter : Ramsey
- Frederick Worlock : Grenfall
- Stanley Ridges : Air Minister
- Gene Reynolds : l'enfant
- Robert Warwick : Bullock
- Clarence Straight : Chandler
- Edmund Glover : Meeker
- Gladys Cooper : tante Emmeline
- Rhys Williams : sergent Johns
- Paul Cavanagh : Sir James Patridge
- Gavin Muir : le major Severn
- Richard Fraser : lieutenant Jefferys
- Richard Crane : Griffith
- Howard Banks : Barker
- Harold Landon : Welch
- Todd Karns : Meyers
- Charles King Jr. : le cadet Chubby
- Jill Esmond : Phyllis
- Ian Wolfe : Sir Charles Porter
- Alan Napier : Black Watch officer
- Harold De Becker : Pvt. Owen
- Donald Stuart : Hoskins
- Carl Harbord : Lubbock
- Charles Irwin : Sir Benjamin Trask
- Olaf Hytten : Day Controller
- Stanley Smith : Bell, le pilote de la RAF
- Richard Davies : White, le pilote de la RAF
- Queenie Leonard : Bridget, la blonde du Lancashire
- John Burton : Wing Commander
- Tom Stevenson : Allison
- James Eagles : le patient aveugle
- Audrey Long : infirmière
- Mary Carr : la mère
- Peter Lawford : pilote
- Rex Lease : soldat allemand
- Richard Cramer : homme
- Irene Tedrow : femme
- Peggy Ann Garner : enfant
- William Severn : Billy
- Linda Bieber : enfant

Acteurs non crédités

## Commentaires
Il semblerait en réalité que l'équipe de tournage n'ait jamais quitté la Californie. L'impression d'authenticité anglaise est obtenue par mixage avec des bandes techniques britanniques, insérées dans l'histoire aux bons endroits. Ce qui n'empêche pas la création d'un volumineux bêtisier.
Lors de la première mission des Aigles, mitraillage à BASSE altitude, ils portent tous le masque à oxygène. Lors du dernier vol, la fuite à HAUTE altitude, le héros pilote à visage découvert.
En version française, le dialogue théâtral de l'officier anglais qui se sacrifie pour couvrir l'envol du héros « Veuillez saluer de ma part Anne, c'est une fille remarquable... etc. »
Le seul détail authentique (hélas) semble bien avoir été la mise à mort du chaton Minouchou.
Les États-Unis venaient d'entrer dans la guerre, et ont produit, dans un but de propagande, divers films qui exaltaient l'héroïsme des premiers Américains à avoir combattu, avant même Pearl Harbor. Contre les Japonais, il y eut Les Tigres volants, avec John Wayne, et contre les Allemands, ce fut L'Escadrille des aigles ; dans les deux cas, des aviateurs au combat.
On nous montre donc ces volontaires Américains, en uniforme de la RAF, pilotant des Spitfire.
Un très jeune et très beau Robert Stack s'éprend d'une ravissante WAAF anglaise, qui est Diana Barrymore. Il y a des missions, des victoires, des pertes.
Et puis, on découvre que les Allemands ont un nouveau chasseur, le Leopard, que les Britanniques tentent de capturer, sur un aérodrome allemand. C'est évidemment le héros de l'histoire qui participe à cette mission audacieuse et la réussira.
Le Leopard n'a jamais existé. Il semble que le réalisateur ait voulu faire référence au Messerschmitt 109 F, qui était une fracassante nouveauté, au moment du tournage de ce film, mais qui n'était tout de même pas équipé d'un écran radar comme on nous le montre.  L'avion du film est un incertain Messerschmitt Bf 109 imparfaitement reconstitué.
Le film, tourné en pleine guerre, et en Angleterre, est d'une grande qualité pour tout ce qui concerne l'aviation alliée. Très bonnes séquences de préparation de mission pour les Spitfires, et aussi pour le sauvetage des pilotes en mer. Pour l'aviation allemande, les chasseurs de la Luftwaffe ne sont représentés que par des maquettes. Le commando qui débarque pour capturer un avion est une sidérante offensive locale, avec péniches, blindés et motos. Il se heurte à d'improbables soldats allemands, coiffés du casque de 1917.
En revanche, Robert Stack était si réussi en jeune aviateur, qu'Ernst Lubitsch lui a fait rendosser l'uniforme pour le tournage de Jeux dangereux (To be or not to be) qui allait être le vrai départ de sa longue carrière.
Quant aux pilotes américains de l'Eagle Squadron, ils disparaîtront dans les placards des discothèques, jusqu'à ce que Ben Affleck ne rejoigne cette prestigieuse escadrille, dans Pearl Harbor.